# SGRAM

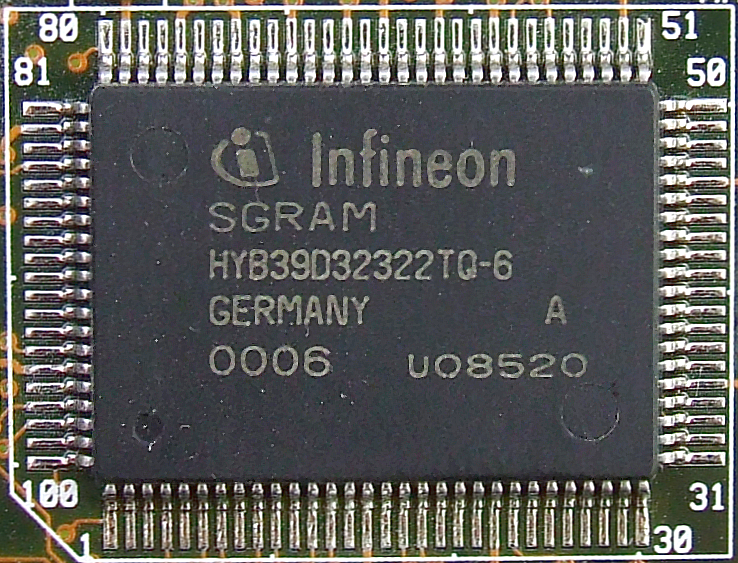
Kość pamięci Sgram

SGRAM (ang. Synchronous Graphics RAM) - synchroniczna pamięć RAM - rodzaj pamięci RAM stosowany głównie w starszych kartach graficznych. Umożliwia szybką zmianę zawartości pamięci - jest to ważne, ponieważ karty graficzne muszą niekiedy wyświetlać wiele klatek obrazu na sekundę, a każda z nich wymaga całkowitej zmiany danych znajdujących się w pamięci karty graficznej. Pamięć ta może jednocześnie zapisywać oraz odczytywać dane.